# Gare de Fors
La gare de Fors est une gare ferroviaire française de la ligne de Chartres à Bordeaux-Saint-Jean, située sur la commune de Fors, dans le département des Deux-Sèvres en région Nouvelle-Aquitaine.
Elle est mise en service en 1881 par l'Administration des chemins de fer de l'État.
C'est une halte voyageurs de la société nationale des chemins de fer français (SNCF), desservie par des trains du réseau de transport express régional TER Nouvelle-Aquitaine.

## Situation ferroviaire
Établie à 55 mètres d'altitude, la gare de Fors est située au point kilométrique (PK) 425,705 de la ligne de Chartres à Bordeaux-Saint-Jean, entre les gares ouvertes de Niort et de Marigny (Deux-Sèvres). Vers Niort, s'intercale la gare fermée d'Aiffres.

## Histoire
La possibilité d'une desserte de la commune de Fors par le chemin de fer prend forme le 23 mars 1874, lors de la concession à la Compagnie des chemins de fer des Charentes de la ligne de Niort à Saint-Jean-d'Angély. Néanmoins les chantiers de construction n'ouvrent qu'après la loi du 18 mai 1878 portant notamment sur le rachat des actifs de la compagnie par l'Administration des chemins de fer de l'État. Cette dernière construit la ligne et met en service la station de Fors le 17 octobre 1881 lorsqu'elle ouvre à l'exploitation la section, à voie unique, de Niort à Saint-Jean-d'Angély,.
La voie ferrée qui traverse le village, a rapidement des conséquences économiques favorables, avec notamment l'installation, rue de la gare, de la distillerie Georges Lefebvre dans les années 1890.

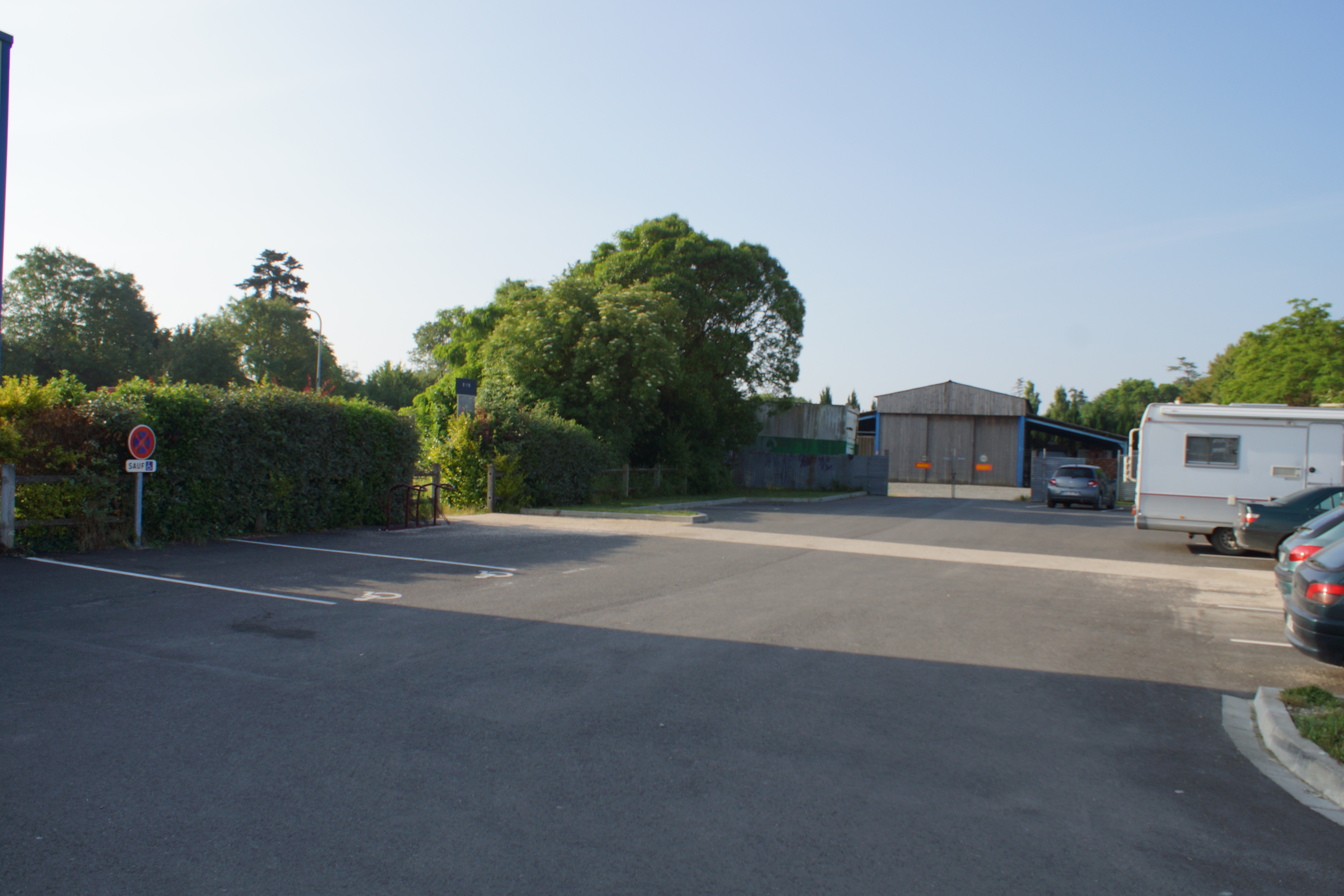
Le parking en 2016.

En 2009, du 12 janvier au 15 mai, du fait de travaux de restructuration de la voie ferrée, la desserte ferroviaire de la gare est remplacée par une desserte routière entre la gare de Fors et la gare de Niort. 
En 2013, la commune qui s'est engagée dans d'importants travaux de rénovation du centre-bourg s'intéresse également à des éléments périphériques. Le parking de la gare, est fortement dégradé notamment depuis qu'il a été utilisé lors des travaux de la voie ferrée et plus récemment comme lieu de dépôt pour des chantiers du centre bourg. La fréquentation de plus en plus importante de la halte, environ 50 personnes la fréquentent quotidiennement pour rejoindre Niort, a fait qualifier ce secteur de prioritaire. Pour un budget total de 75 000 euros la commune a fait réaliser un espace de parking pour les véhicules, des cheminements piétons et des plantations d'arbustes.
En 2022, selon les estimations de la SNCF, la fréquentation annuelle de la gare était de 30 274 voyageurs contre 28 194 voyageurs en 2019.

## Service des voyageurs

### Accueil
Halte SNCF, c'est un point d'arrêt non géré (PANG), à accès libre.

### Desserte
Fors  est desservie par les trains TER Nouvelle-Aquitaine qui circulent sur la relation Niort - Royan (ou Saintes).

Installations de la halte
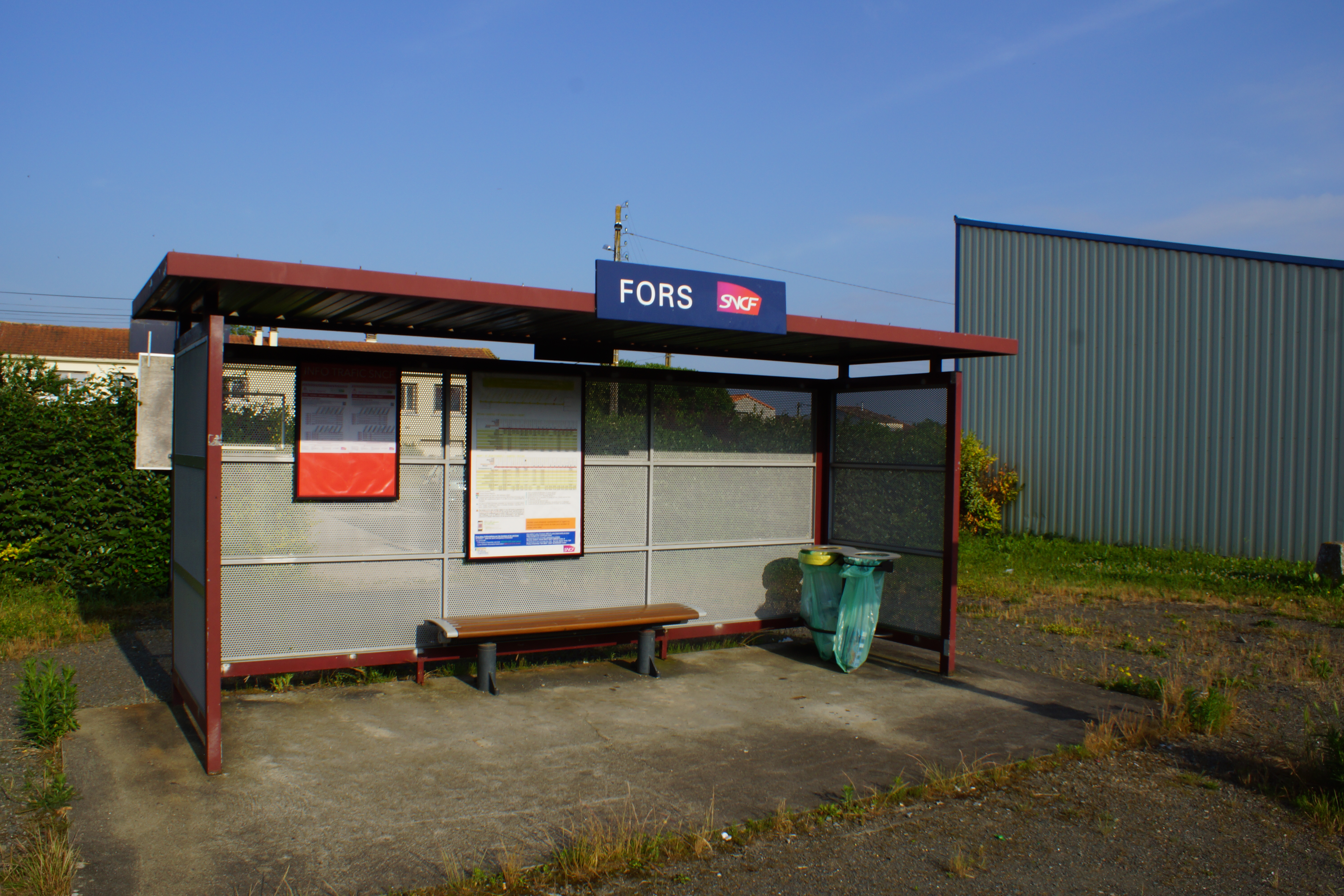
L'abri du quai.
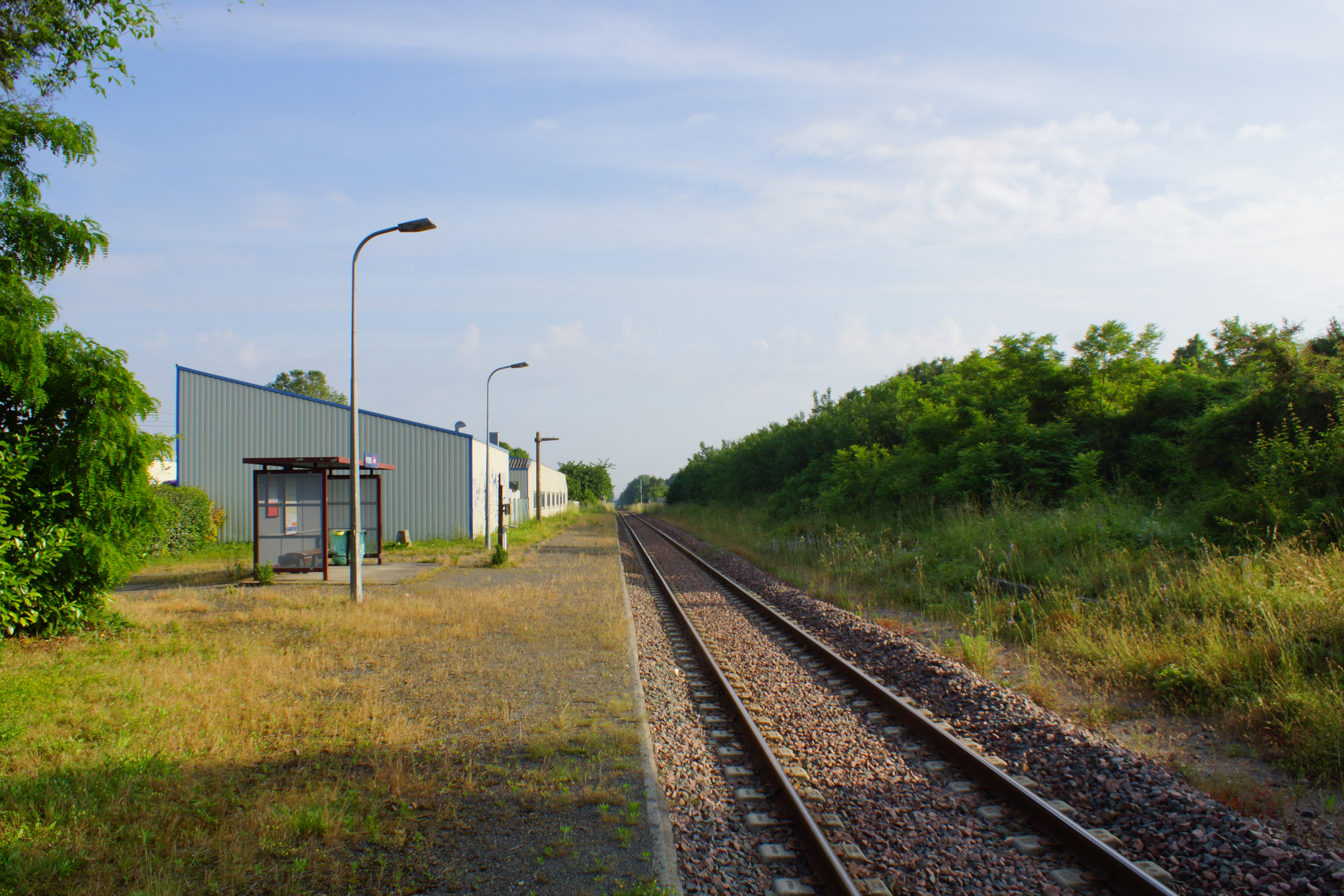
Vue en direction de Niort.
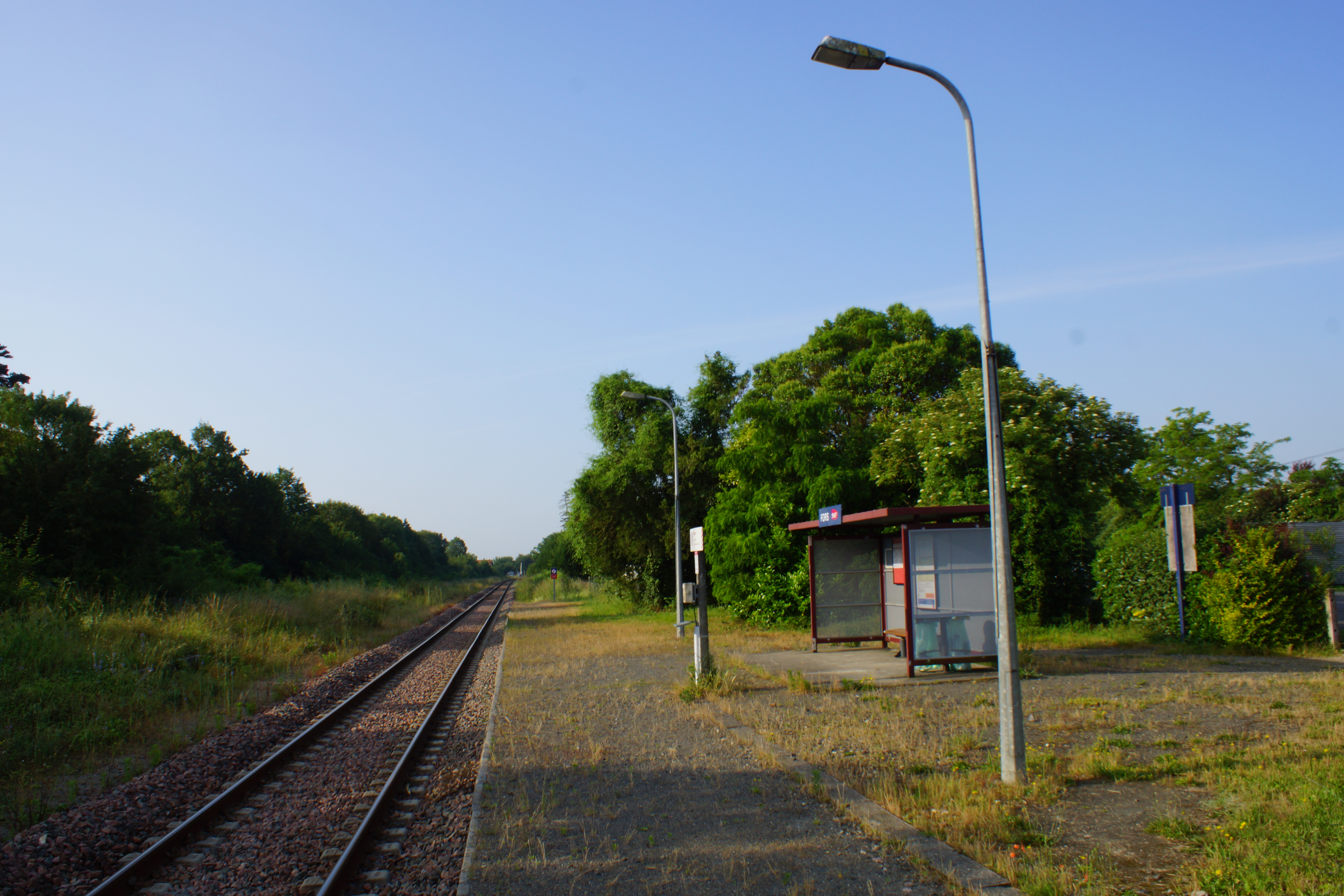
Vue en direction de St-Jean-d'Angely.

### Intermodalité
Un parking pour les véhicules y est aménagé.